# Kostel Všech svatých (Boněnov)
Kostel Všech svatých je římskokatolický kostel zasvěcený Všem svatým v Boněnově na Tachovsku. Pochází ze sedmdesátých let 19. století. Farní obci sloužil do poloviny osmdesátých let 20. století. V roce 1990 se zřítila klenba nad kůrem kostela a později musela být z bezpečnostních důvodů stržena i střecha hranolové věže. Silně poškozená je i střecha sakristie. Novorenesanční zařízení kostela bylo zničeno a rozkradeno.
Kostel není chráněn jako kulturní památka, ale je dokladem kvality venkovského stavitelství. O jeho záchranu usiluje Občanské sdružení pro obnovu tepelského regionu.

## Historie
Kostel stával v Boněnově, který býval částečně majetkem tepelského kláštera již v 15. století. Byl rovněž zasvěcen všem svatým, ale nacházel se na jiném místě ve vesnici. Po dostavbě současného kostela byl stržen.
Nový kostel byl vybudován v letech 1877–1878 v novorenesančním slohu podle návrhu architekta Josefa Týla, stavitelem byl Josef Kraus. Poslední bohoslužba se v chátrajícím kostele konala v roce 1986. Čtyři roky nato došlo ke zřícení klenby nad kůrem.
V roce 2009 získalo finance na nejnutnější záchranné práce Občanské sdružení pro obnovu tepelského regionu. Zahájilo opravu střechy a zpevňování koruny zdiva. V  roce 2010 byl kostel zastřešen, o rok později byly opraveny klenby, čímž byl odstraněn havarijní stav kostela. V dubnu 2014 začala stavba kůru. Součástí jeho obnovy je vybourání nového vstupu do věže z interiéru kostela (dříve byla přístupná pouze zvenčí). V roce 2018 měl kostel novou terakotovou podlahu, kůr, hlavní i boční oltáře. Do hlavního oltáře byl umístěn nový oltářní obraz od místního malíře Zdeňka Rolka.